# Conference League Premier 2011-2012
La Conference League Premier 2011-2012, conosciuta anche con il nome di Blue Square Bet Premier per motivi di sponsorizzazione, è stata la 33ª edizione del campionato inglese di calcio di quinta divisione.

## Squadre partecipanti
| Squadra                | Città             | Stagione precedente                           |
| ---------------------- | ----------------- | --------------------------------------------- |
| AFC Telford United     | Telford           | 2º posto in Conference League North, promosso |
| Alfreton Town          | Alfreton          | 1º posto in Conference League North, promosso |
| Barrow                 | Barrow-in-Furness | 18º posto in Conference League Premier        |
| Bath City              | Bath              | 10º posto in Conference League Premier        |
| Braintree Town         | Braintree         | 1º posto in Conference League South, promosso |
| Cambridge United       | Cambridge         | 17º posto in Conference League Premier        |
| Darlington             | Darlington        | 7º posto in Conference League Premier         |
| Ebbsfleet United       | Northfleet        | 3º posto in Conference League South, promosso |
| Fleetwood Town         | Fleetwood         | 5º posto in Conference League Premier         |
| Forest Green Rovers    | Nailsworth        | 20º posto in Conference League Premier        |
| Gateshead              | Gateshead         | 14º posto in Conference League Premier        |
| Grimsby Town           | Grimsby           | 11º posto in Conference League Premier        |
| Hayes & Yeading United | Londra (Hayes)    | 16º posto in Conference League Premier        |
| Kettering Town         | Kettering         | 15º posto in Conference League Premier        |
| Kidderminster Harriers | Kidderminster     | 6º posto in Conference League Premier         |
| Lincoln City           | Lincoln           | 23º posto in Football League Two, retrocesso  |
| Luton Town             | Luton             | 3º posto in Conference League Premier         |
| Mansfield Town         | Mansfield         | 12º posto in Conference League Premier        |
| Newport County         | Newport           | 9º posto in Conference League Premier         |
| Southport              | Southport         | 21º posto in Conference League Premier        |
| Stockport County       | Stockport         | 24º posto in Football League Two, retrocesso  |
| Tamworth               | Tamworth          | 19º posto in Conference League Premier        |
| Wrexham                | Wrexham           | 4º posto in Conference League Premier         |
| York City              | York              | 8º posto in Conference League Premier         |

## Classifica finale
|  | Pos. | Squadra             | Pt  | G  | V  | N  | P  | GF  | GS  | DR  |
|  | ---- | ------------------- | --- | -- | -- | -- | -- | --- | --- | --- |
|  | 1    | Fleetwood Town      | 103 | 46 | 31 | 10 | 5  | 102 | 48  | +54 |
|  | 2    | Wrexham             | 98  | 46 | 30 | 8  | 8  | 85  | 33  | +52 |
|  | 3    | Mansfield Town      | 89  | 46 | 25 | 14 | 7  | 87  | 48  | +39 |
|  | 4    | York City           | 83  | 46 | 23 | 14 | 9  | 81  | 45  | +36 |
|  | 5    | Luton Town          | 81  | 46 | 22 | 15 | 9  | 78  | 42  | +36 |
|  | 6    | Kidderminster       | 76  | 46 | 22 | 10 | 14 | 82  | 63  | +19 |
|  | 7    | Southport           | 76  | 46 | 21 | 13 | 12 | 72  | 69  | +3  |
|  | 8    | Gateshead           | 74  | 46 | 21 | 11 | 14 | 69  | 62  | +7  |
|  | 9    | Cambridge Utd       | 71  | 46 | 19 | 14 | 13 | 57  | 41  | +16 |
|  | 10   | Forest Green        | 70  | 46 | 19 | 13 | 14 | 66  | 45  | +21 |
|  | 11   | Grimsby Town        | 70  | 46 | 19 | 13 | 14 | 79  | 60  | +19 |
|  | 12   | Braintree Town      | 62  | 46 | 17 | 11 | 18 | 76  | 80  | -4  |
|  | 13   | Barrow              | 60  | 46 | 17 | 9  | 20 | 62  | 76  | -14 |
|  | 14   | Ebbsfleet Utd       | 54  | 46 | 14 | 12 | 20 | 69  | 84  | -15 |
|  | 15   | Alfreton Town       | 54  | 46 | 15 | 9  | 22 | 62  | 86  | -24 |
|  | 16   | Stockport County    | 51  | 46 | 12 | 15 | 19 | 58  | 74  | -16 |
|  | 17   | Lincoln City        | 49  | 46 | 13 | 10 | 23 | 56  | 66  | -10 |
|  | 18   | Tamworth            | 48  | 46 | 11 | 15 | 20 | 47  | 70  | -23 |
|  | 19   | Newport County      | 47  | 46 | 11 | 14 | 21 | 53  | 65  | -12 |
|  | 20   | AFC Telford United  | 46  | 46 | 10 | 16 | 20 | 45  | 65  | -20 |
|  | 21   | Hayes & Yeading Utd | 46  | 46 | 11 | 8  | 27 | 58  | 90  | -32 |
|  | 22   | Darlington (-10)    | 36  | 46 | 11 | 13 | 22 | 47  | 73  | -26 |
|  | 23   | Bath City           | 31  | 46 | 7  | 10 | 29 | 43  | 89  | -56 |
|  | 24   | Kettering Town (-3) | 30  | 46 | 8  | 9  | 29 | 40  | 100 | -60 |

Legenda:
      Promosso in Football League Two 2012-2013.
  Ammesso ai play-off.
      Retrocesso in Conference League North 2012-2013.
      Retrocesso in Conference League South 2012-2013.
Regolamento:
Tre punti a vittoria, uno a pareggio, zero a sconfitta.
In caso di arrivo di due o più squadre a pari punti, la graduatoria viene stilata secondo i seguenti criteri:
- differenza reti
- maggior numero di gol segnati

Note:

Il Darlington è stato sanzionato con 10 punti di penalizzazione per essere entrato in amministrazione finanziaria. Il club è stato sciolto per fallimento alla fine della stagione e dopo la rifondazione con la denominazione di Darlington 1883, è ripartito dalla Northern Premier League Division One.
Il Kettering Town è stato sanzionato con 3 punti di penalizzazione per irregolarità amministrative. Alla fine della stagione è stato escluso dalla Conference League e retrocesso a tavolino in Southern League Premier Division 2012-2013.

## Spareggi

### Play-off

#### Tabellone
|  | Semifinali | Semifinali     | Semifinali | Semifinali | Semifinali |  |  | Finale | Finale     | Finale |  |
|  |            |                |            |            |            |  |  |        |            |        |  |
|  | 5          | Luton Town     | 2          | 1          | 3          |  |  |        |            |        |  |
|  | 2          | Wrexham        | 0          | 2          | 2          |  |  | 5      | Luton Town | 1      |  |
|  | 4          | York City      | 1          | 1          | 2          |  |  | 4      | York City  | 2      |  |
|  | 3          | Mansfield Town | 1          | 0          | 1          |  |  |        |            |        |  |

#### Semifinali
|                | Risultati |                | Luogo     |
| -------------- | --------- | -------------- | --------- |
| Luton Town     | 2-0       | Wrexham        | Luton     |
| Wrexham        | 2-1       | Luton Town     | Wrexham   |
|                |           |                |           |
| York City      | 1-1       | Mansfield Town | York      |
| Mansfield Town | 0-1 (dts) | York City      | Mansfield |
|                |           |                |           |

#### Finale
|           | Risultati |            | Luogo                    |
| --------- | --------- | ---------- | ------------------------ |
| York City | 2-1       | Luton Town | Londra (Wembley Stadium) |
|           |           |            |                          |